# Ferrovia Lonigo-Lonigo Città
La ferrovia Lonigo-Lonigo Città era una linea ferroviaria che collegava il centro della cittadina di Lonigo alla sua stazione, ubicata lungo la ferrovia Milano-Venezia. Si trattava di una diramazione a binario unico, non elettrificata, di 4,9 km.

## Storia

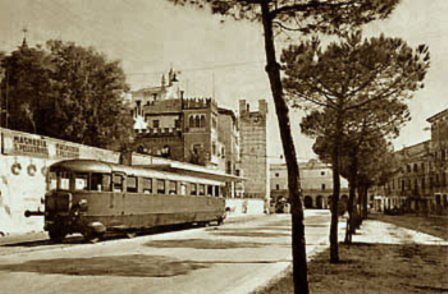
La fermata di Lonigo Città in una nota d'epoca

La breve ferrovia nacque in seguito alla soppressione, dal 1º novembre 1937, della tranvia San Bonifacio-Lonigo-Cologna Veneta e della sua diramazione di collegamento con la stazione ferroviaria.
L'immissione in servizio delle automotrici ad accumulatori aveva consentito di istituire a Lonigo un vero e proprio servizio tranviario urbano sulla tratta Lonigo Stazione-Lonigo Tram (già Lonigo San Giovanni-Piazza Cavalli-Ippodromo.
All'indomani della sua soppressione, avvenuta il 1º novembre 1937, e dell'istituzione dell'autoservizio gestito dall'impresa Guido Mizzon, il comune di Lonigo riscattò il tratto di sua pertinenza col preciso intento di riattivarne l'esercizio. A causa dello scoppio della guerra questo poté avvenire soltanto nel 1949 a cura delle Ferrovie dello Stato con la costituzione della ferrovia sul tratto Lonigo Stazione - Zona industriale (4,1 km), cui si aggiunse l'anno successivo il breve prolungamento Zona Industriale-Lonigo Città, di 0,8 km.
In breve tempo la linea vide incrementare il traffico viaggiatori e nel 1955 veniva svolta anche una corsa di andata e ritorno per Vicenza. Nel 1959 la fermata di Lonigo Zona Industriale venne sostituita da quella di Lonigo Madonna, dal nome del sobborgo servito. Il servizio era svolto all'inizio con un'unica automotrice del gruppo ALn 56 e in seguito con una ALn 772.
Nonostante vi si svolgessero fino a 15 coppie di corse giornaliere, la breve tratta venne sostituita da autoservizio delle stesse Ferrovie dello Stato. La chiusura all'esercizio fu disposta il 1º gennaio 1965 in seguito all'autorizzazione accordata con D.M. 28 dicembre 1964, n. 4493.

## Percorso
| Continuation backward |

| Station on track |

| Unknown route-map component "CONTgq" | Unknown route-map component "xABZgr" |  |

| Unknown route-map component "exHST" |

| Unknown route-map component "uexCONTgq" | Unknown route-map component "exmABZg+r" |  |

| Unknown route-map component "exSTR" + Unknown route-map component "uexlBHF" |

| Unknown route-map component "exHST" |

| Unknown route-map component "exmBHFe" |

| Unused urban continuation forward |

Il percorso prevedeva la fermata di Lonigo Madonna (aggiunta successivamente) e quella terminale di Lonigo Città che aveva un solo binario, che terminava con un paraurti, e un fabbricato viaggiatori, munito di pensilina e comode sale d'aspetto.

## Situazione attuale
La sede della ferrovia è ancora perfettamente riconoscibile per tutta l'estensione della linea ed è percorribile come strada di campagna. Il rilevato si diramava dalla radice sud-ovest della stazione di Lonigo e, dopo aver piegato decisamente verso sud-est con una curva di circa novanta gradi, si dirigeva verso il centro di Lonigo passando nei pressi delle località di Villaraspa e Madonna, dove era posta una fermata.
Il tratto Lonigo Madonna - Lonigo Città è asfaltato e percorribile come pista ciclo pedonale.
Della fermata di Lonigo Madonna sono ancora visibili il marciapiede e due lampioni. Il fabbricato viaggiatori della stazione di Lonigo Città è stato trasformato in un bar, dove sono ancora rilevabili la tettoia e la scritta indicatrice.